# Спеціальний батальйон почесної варти НГ (Україна)
Спеціальний батальйон (Почесна варта НГУ)(СБПВ) — підрозділ, який було створено у національній гвардії першого формування у 1993 році.

## Історія
Відповідно до наказу командуючого ВВ МВС України 01.03.1999 р. було утворено роту Почесної варти внутрішніх військ МВС України, створена для виконання спеціальних завдань Міністра внутрішніх справ та командувача ВВ МВС України. 01.03.2004 штат було розширено до батальйону. Особовий склад підрозділу є учасником 16-ти парадів на честь Незалежності України.
Подібне формування було створене у складі столичної спеціальної моторизованої військової частини міліції 15 березня 1999 року, а вже 17 грудня за Указом Президента України «Про передачу підрозділів Національної гвардії України до складу інших військових формувань». Внутрішні війська прийняли до свого складу більшість з'єднань, частин та установ розформованої НГУ серед яких був і підрозділ почесної варти. До 2018 року входив до складу 25-ї бригади охорони громадського порядку Північного ОТО відновленої, на основі внутрішніх військ, Національної гвардії. В червні 2018 року підрозділ перевели до 1-ї президентської бригади оперативного призначення імені Петра Дорошенка. В березні 2025 року наказом командувача Національної гвардії України підрозділ було переведено до 25-ї бригади охорони громадського порядку. 

## Основні завдання
Основними завданнями спеціального батальйону є виконання військових почестей під час: 
- зустрічі Президента України, Голови Верховної Ради України, Прем'єр-міністра України, які прибувають у розташування військових частин Національної гвардії України;

- вручення бойових прапорів;

- відкриття державних пам’ятників, покладання вінків, квітів до могили Невідомого солдата, пам’ятників та меморіальних плит загиблим працівникам органів внутрішніх справ, військовослужбовцям внутрішніх військ і Національної гвардії України, пам’ятників видатних діячів минулого;

- зустрічі президентів, голів парламентів та урядів, міністрів внутрішніх справ, посадових осіб силових структур та відомств іноземних держав, які прибувають в установи військові частини, навчальні заклади Міністерства внутрішніх справ України;

- поховання працівників органів внутрішніх справ, військовослужбовців внутрішніх військ, Національної гвардії України, які загинули при виконанні службових обов'язків, генералів та старших офіцерів МВС, внутрішніх військ, Національної гвардії України, звільнених з військової служби з правом носіння військової форми одягу, ветеранів військової служби, осіб, удостоєних високих державних звань, а також учасників Великої Вітчизняної війни та воїнів учасників локальних конфліктів, загиблих в боротьбі за незалежність, суверенітет та територіальну цілісність України.

- проведення урочистих заходів у Міністерстві внутрішніх справ України та в Головному управлінні Національної гвардії України

## Урочисті марші з нагоди Дня Незалежності

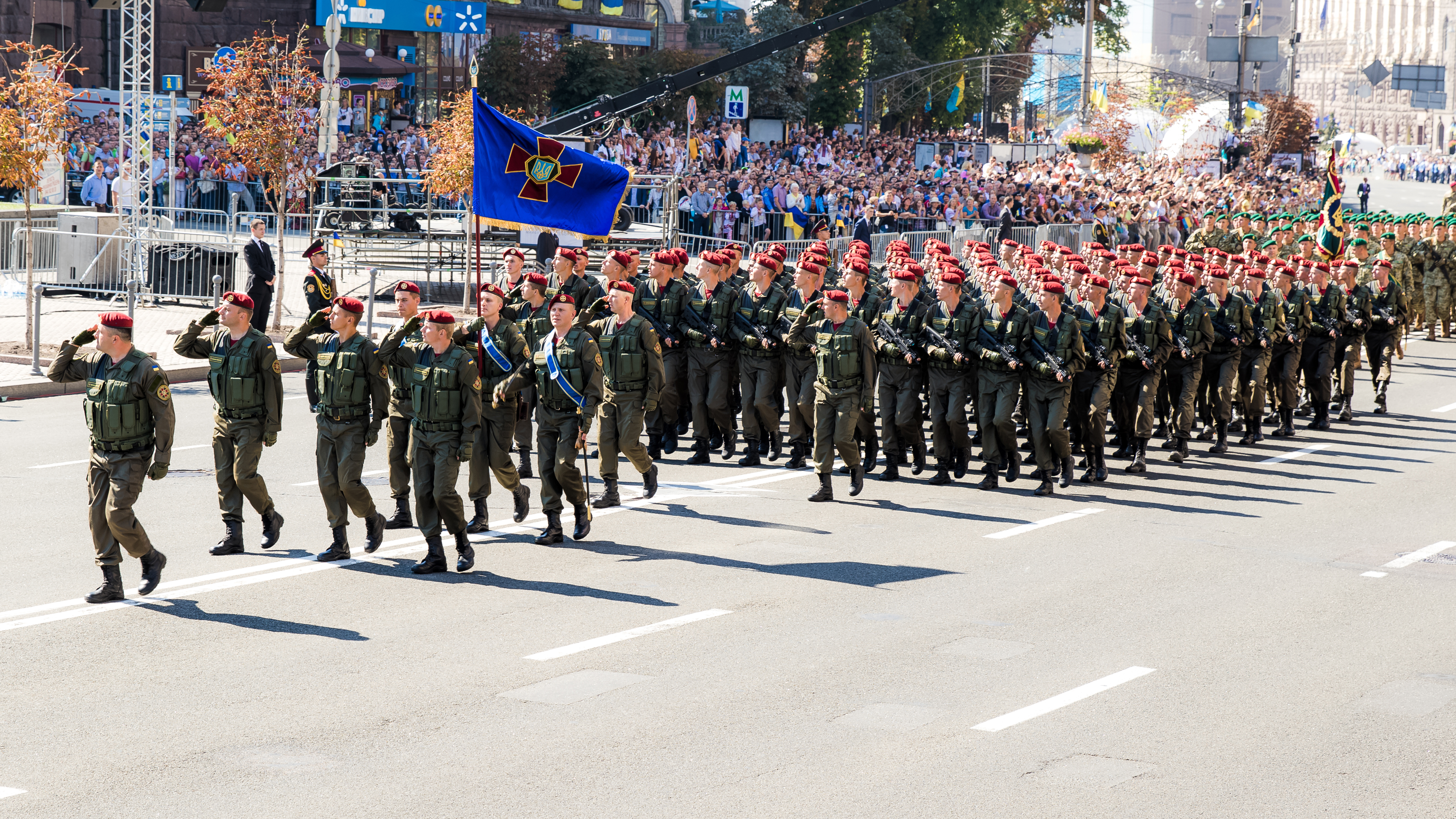
Парад 2015
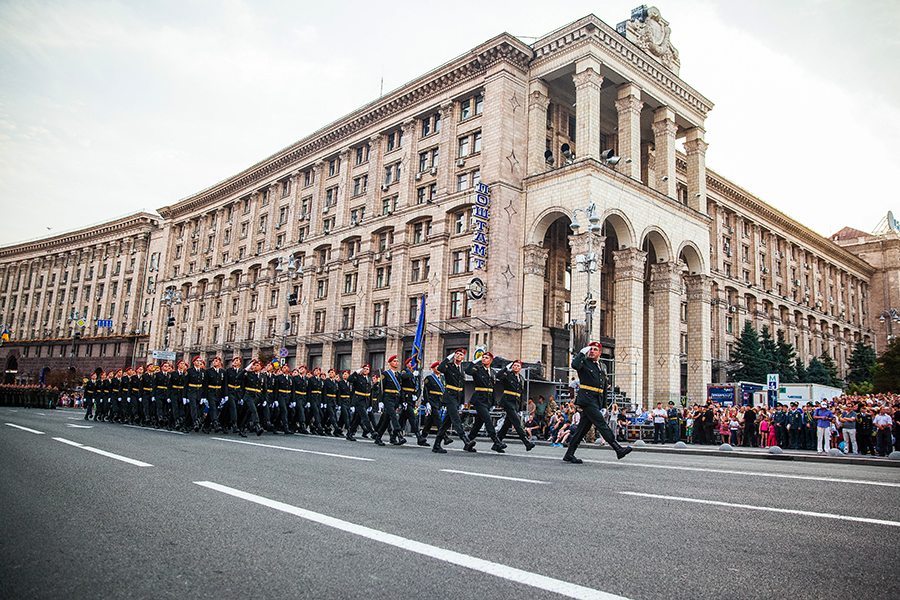
Парад 2016
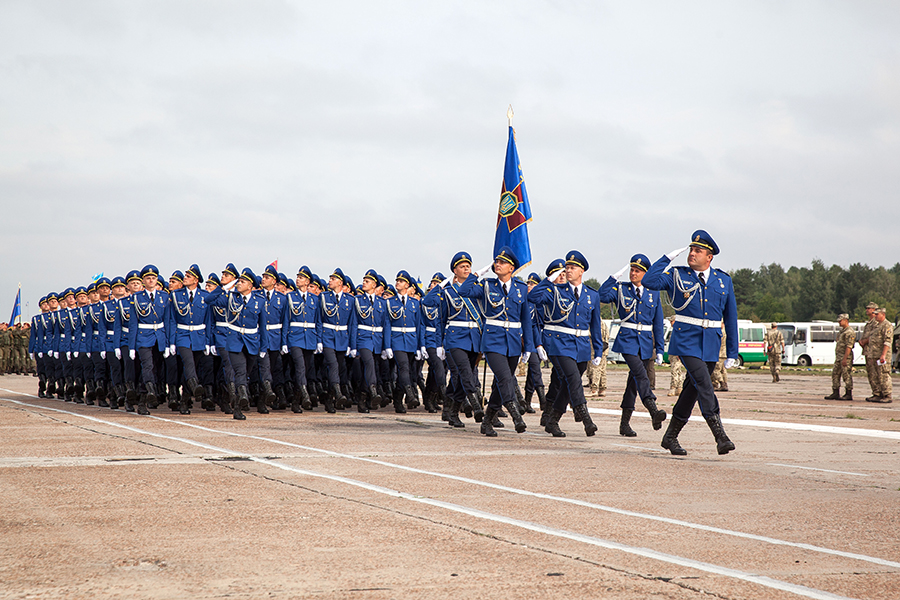
Парад 2017
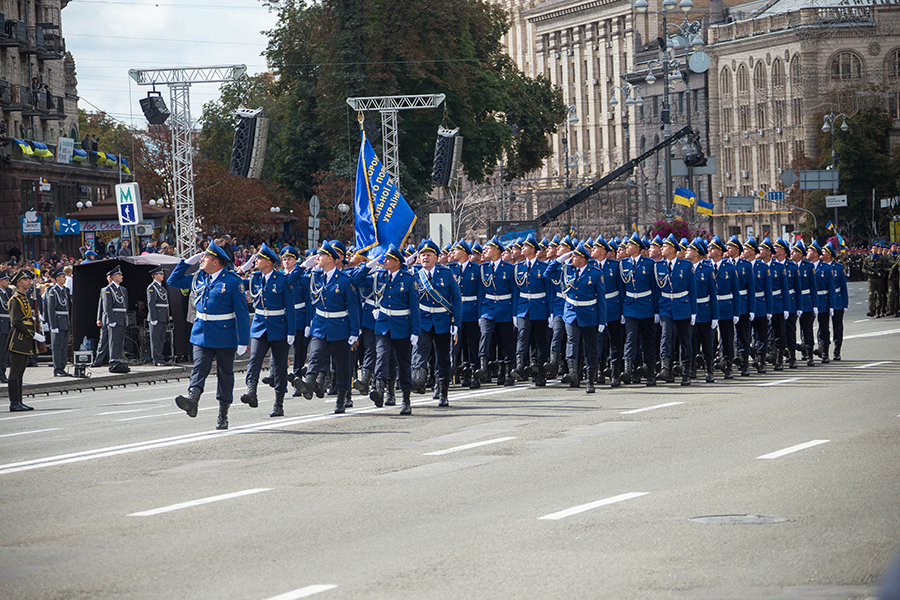
Парад 2018
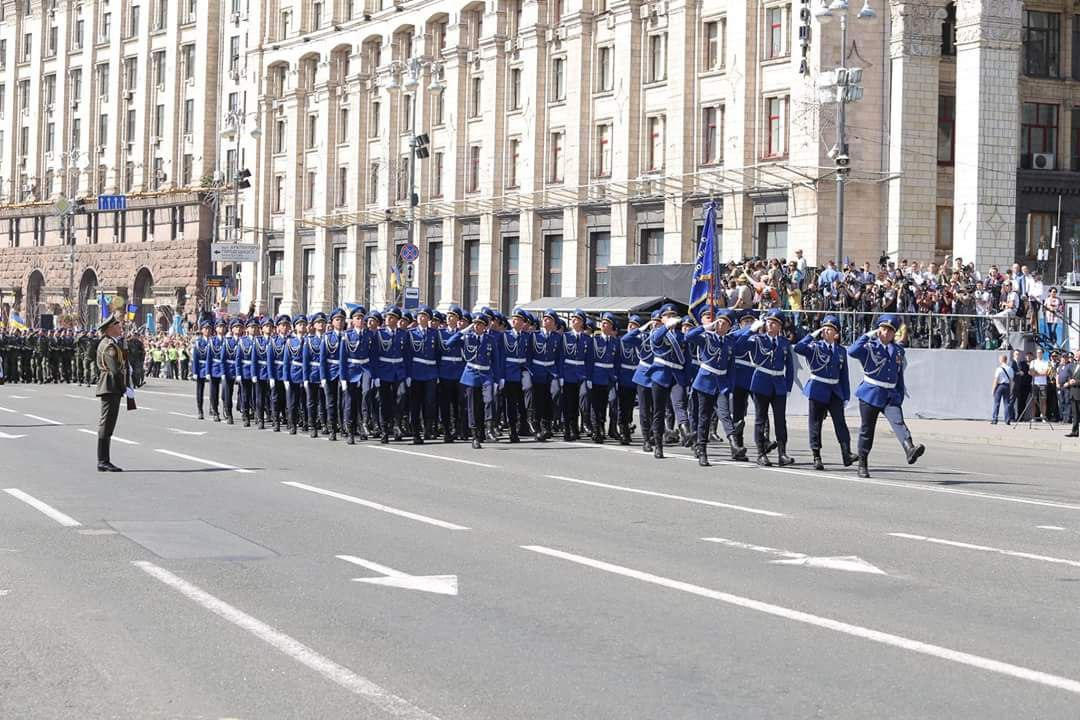
Парад 2021

## Вартові біля Верховної Ради України
Щовихідних бійці Національної гвардії беруть участь у церемоніалі почесної варти біля будівлі Верховної Ради на площі Конституції, який супроводжується підняттям Державного прапора України.
1 березня 2020 року вперше відбулися урочистості з нагоди започаткування цієї традиції.

Урочистості 1 березня 2020 року
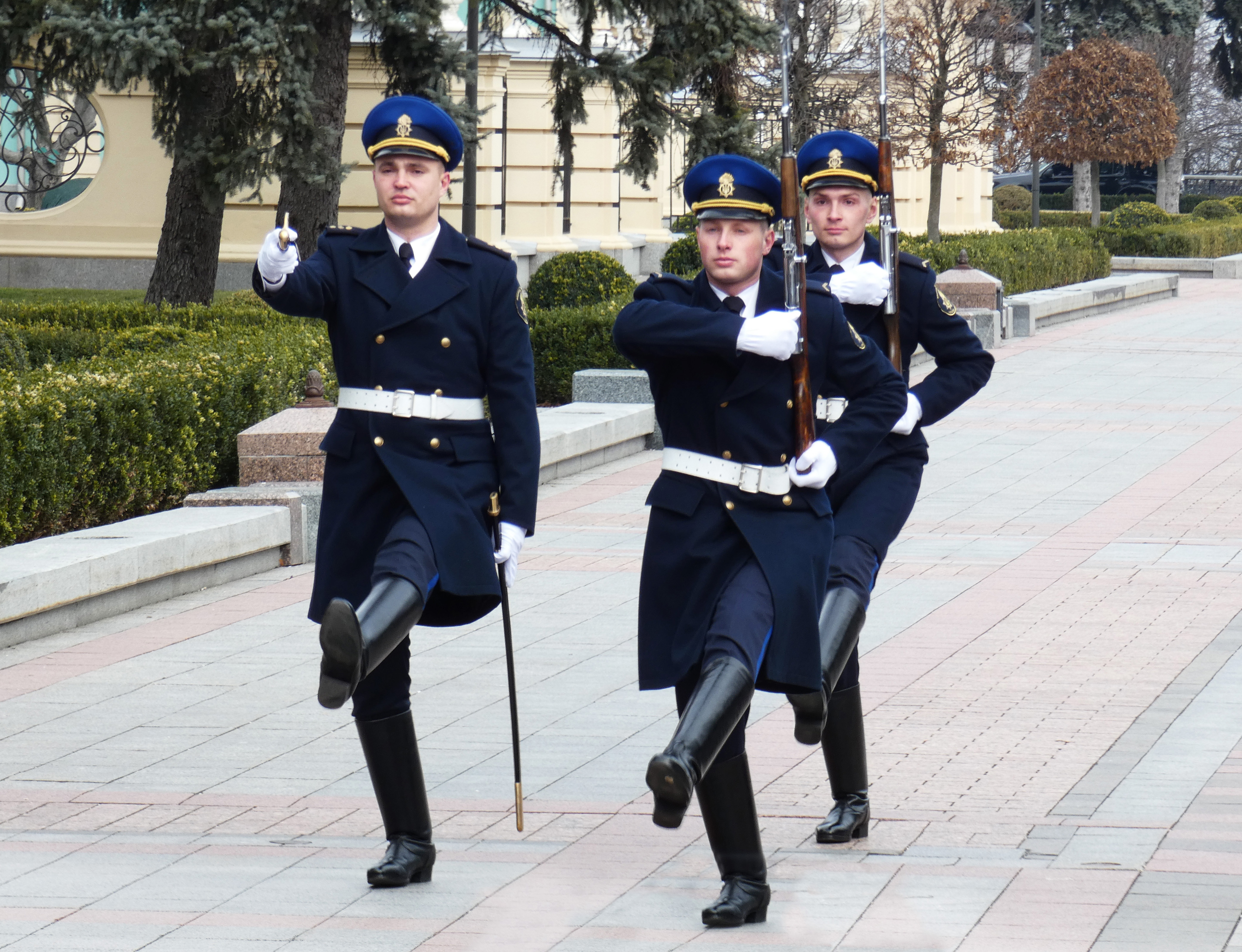
Церемоніал почесної варти
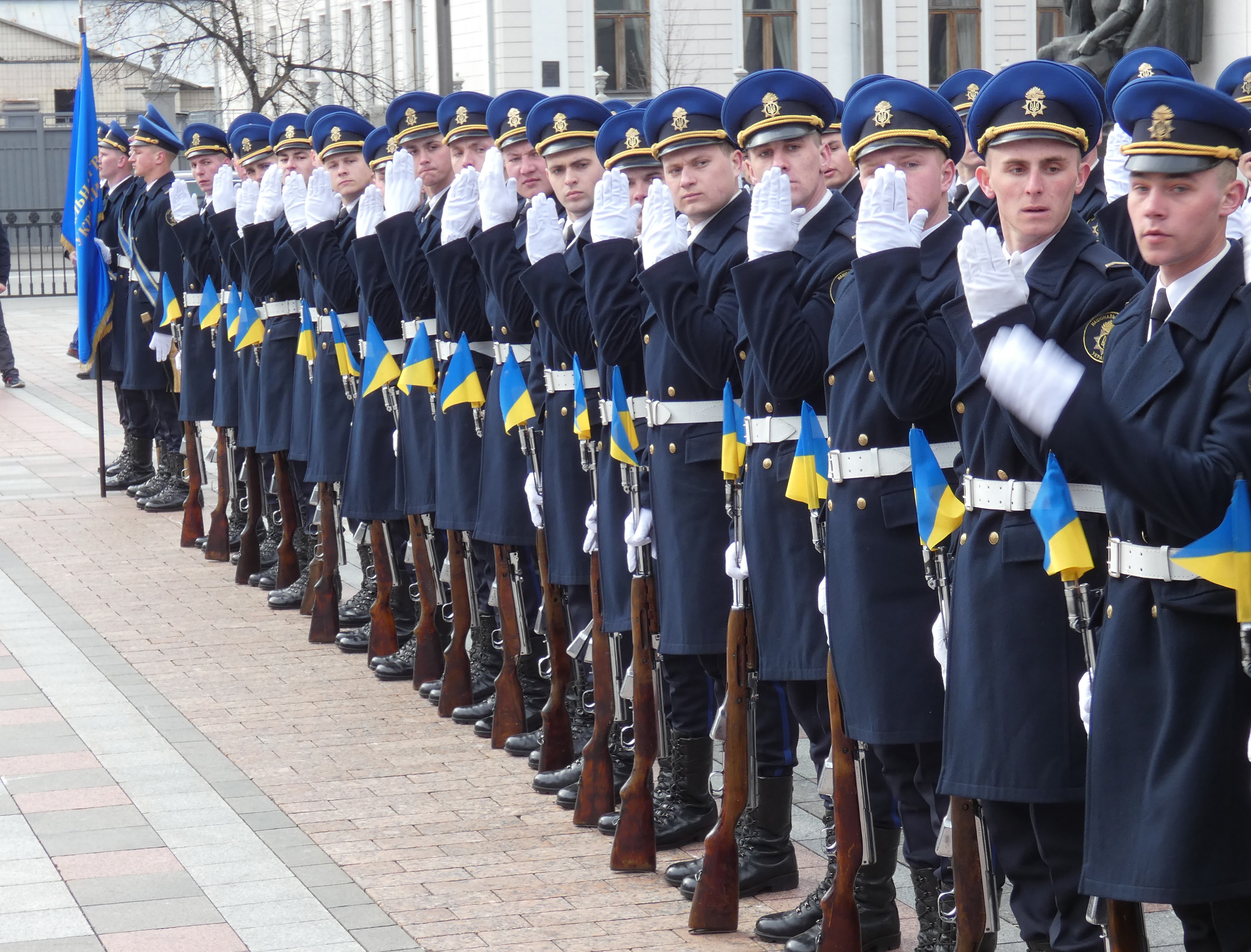
Виступ зі зброєю
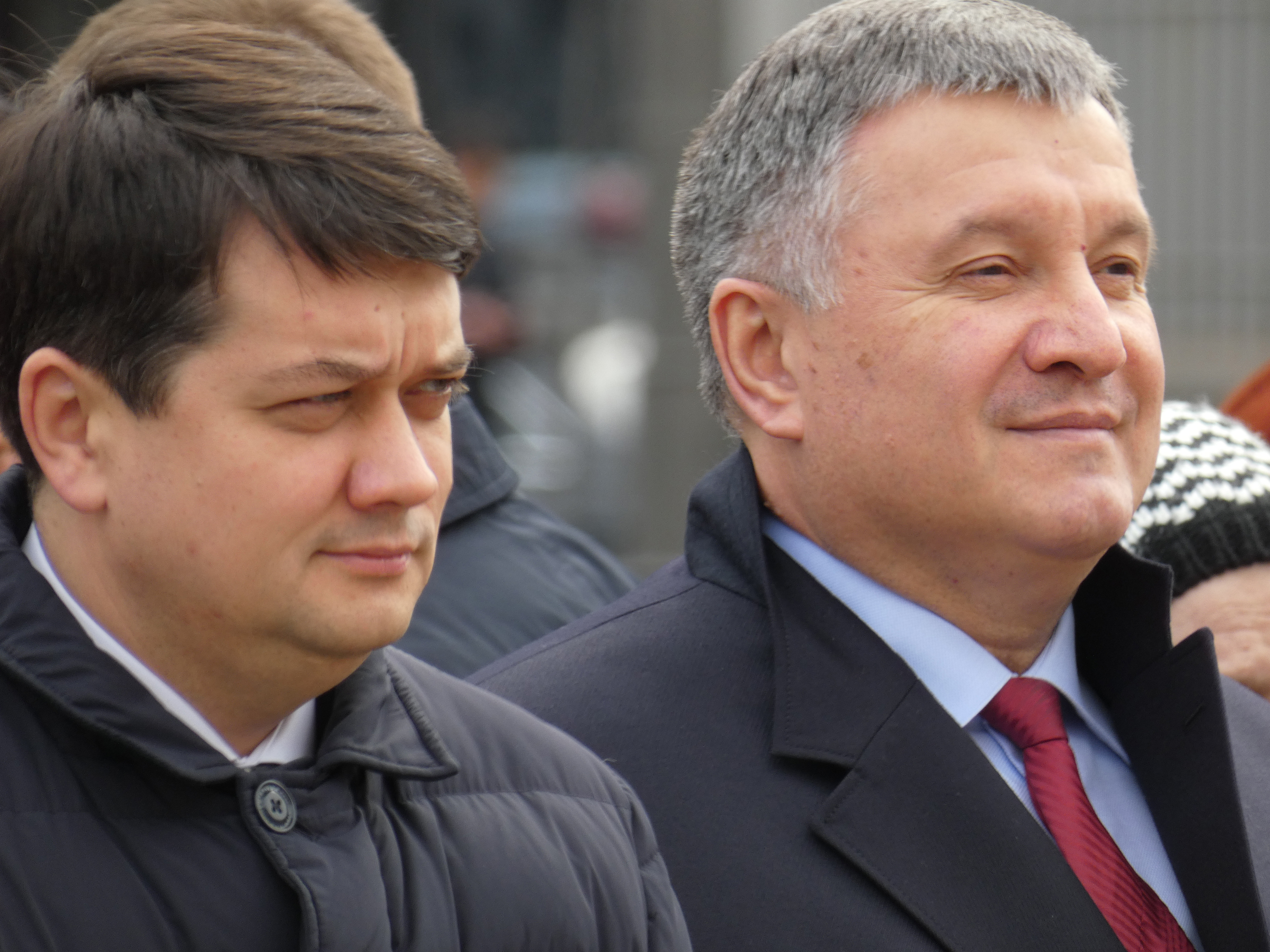
Голова ВР Дмитро Разумков і голова МВС Арсен Аваков на урочистостях
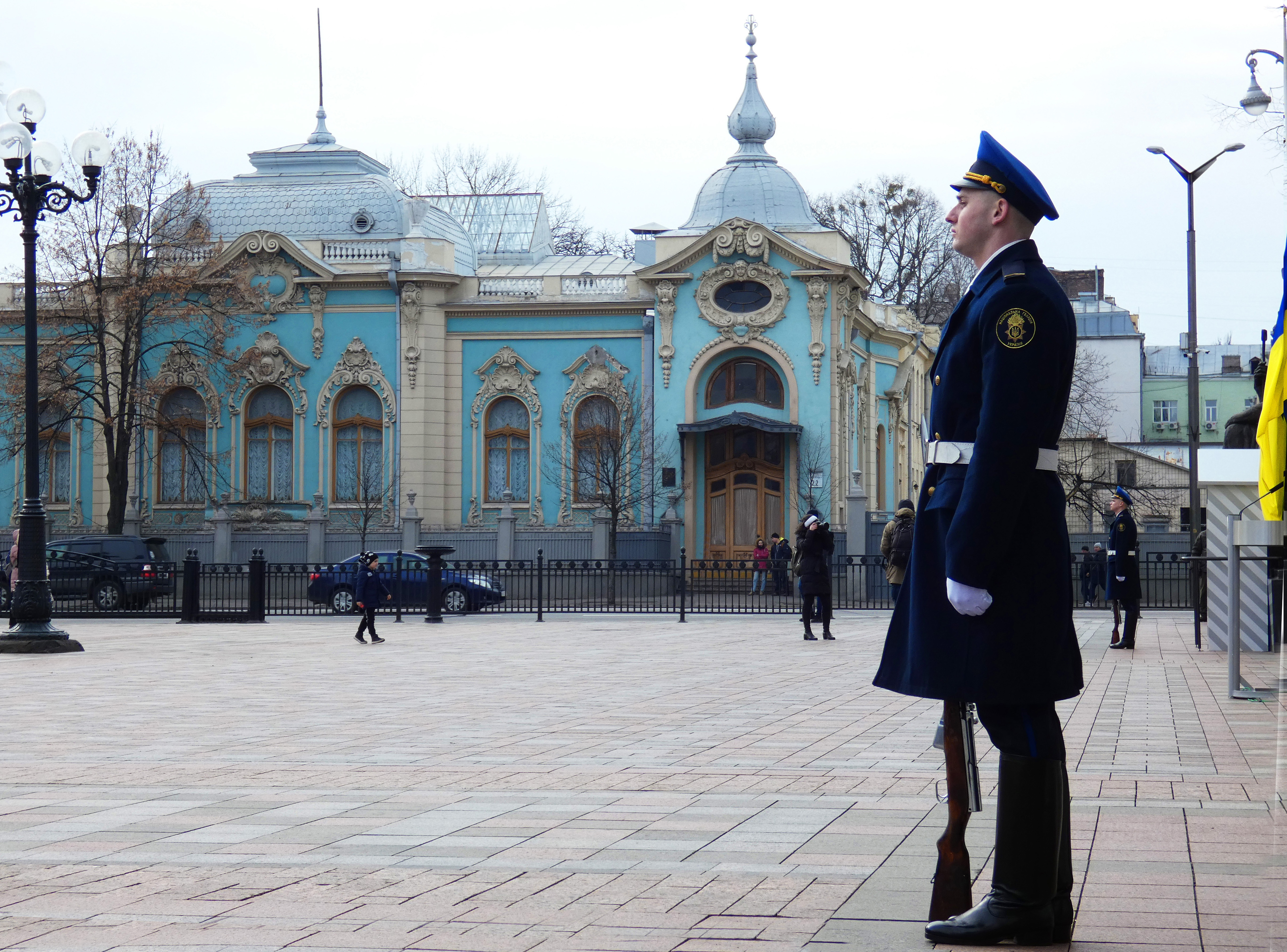
Почесна варта біля будівлі Верховної Ради України

## Внесення Конституції України

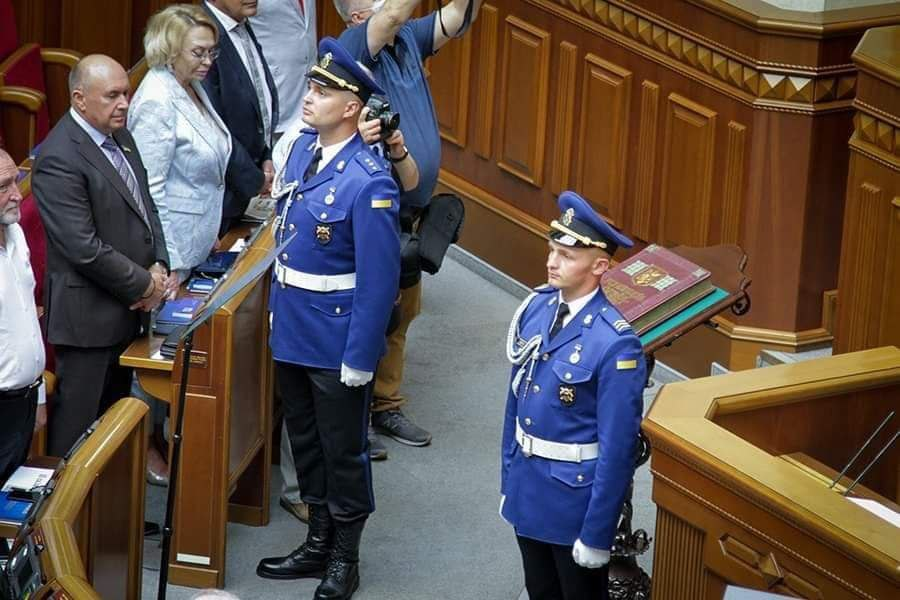

Військовослужбовці Почесної варти НГУ з нагоди святкування 25-ої річниці незалежності України внесли Конституції України до сесійної зали Верховної Ради України.
https://www.ukrinform.ua/rubric-polytics/3271595-zelenskij-vistupae-na-urocistomu-zasidanni-radi.html

## Внесення прапору Європейського Союзу

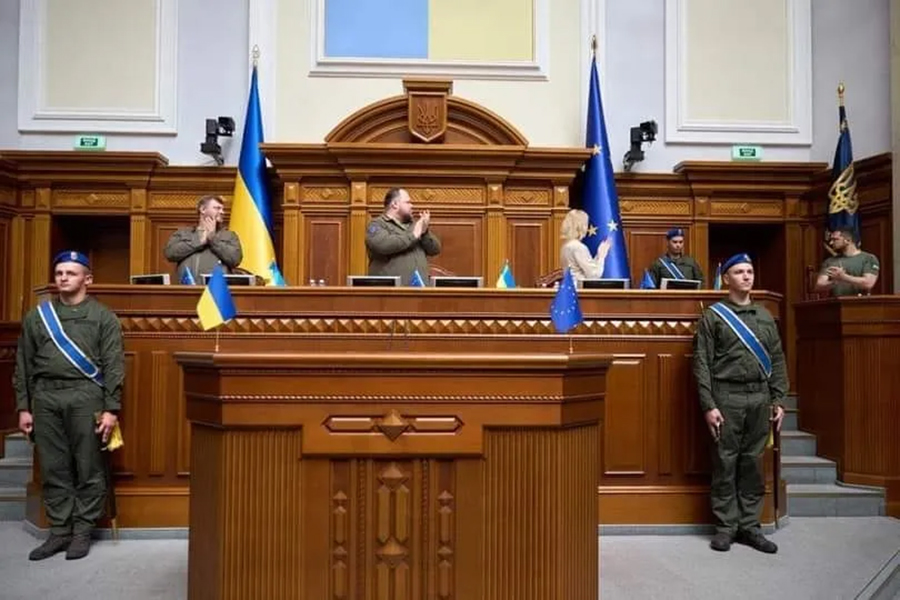

Під час засідання 1 липня після виступів президента України Володимира Зеленського та президента Єврокомісії Урсули фон дер Ляєн до зали було внесено прапор Євросоюзу.
Прапор встановлено праворуч від президії, ліворуч - державний прапор України. https://www.rada.gov.ua/news/N

## Внесення прапору Незалежності України
До Ради у День Незалежності внесли історичний прапор - той самий, що і 24 серпня 1991 року - Новини на KP.UA

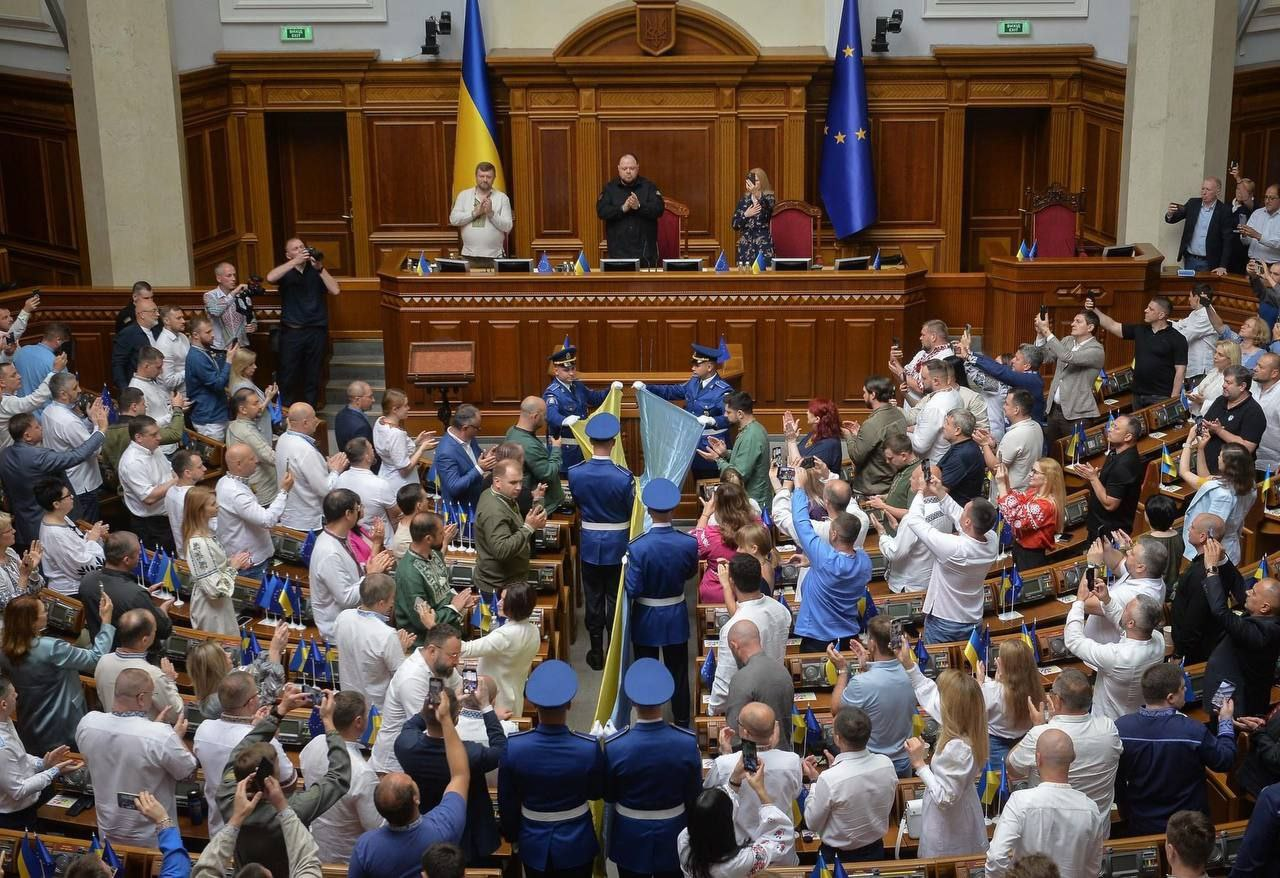
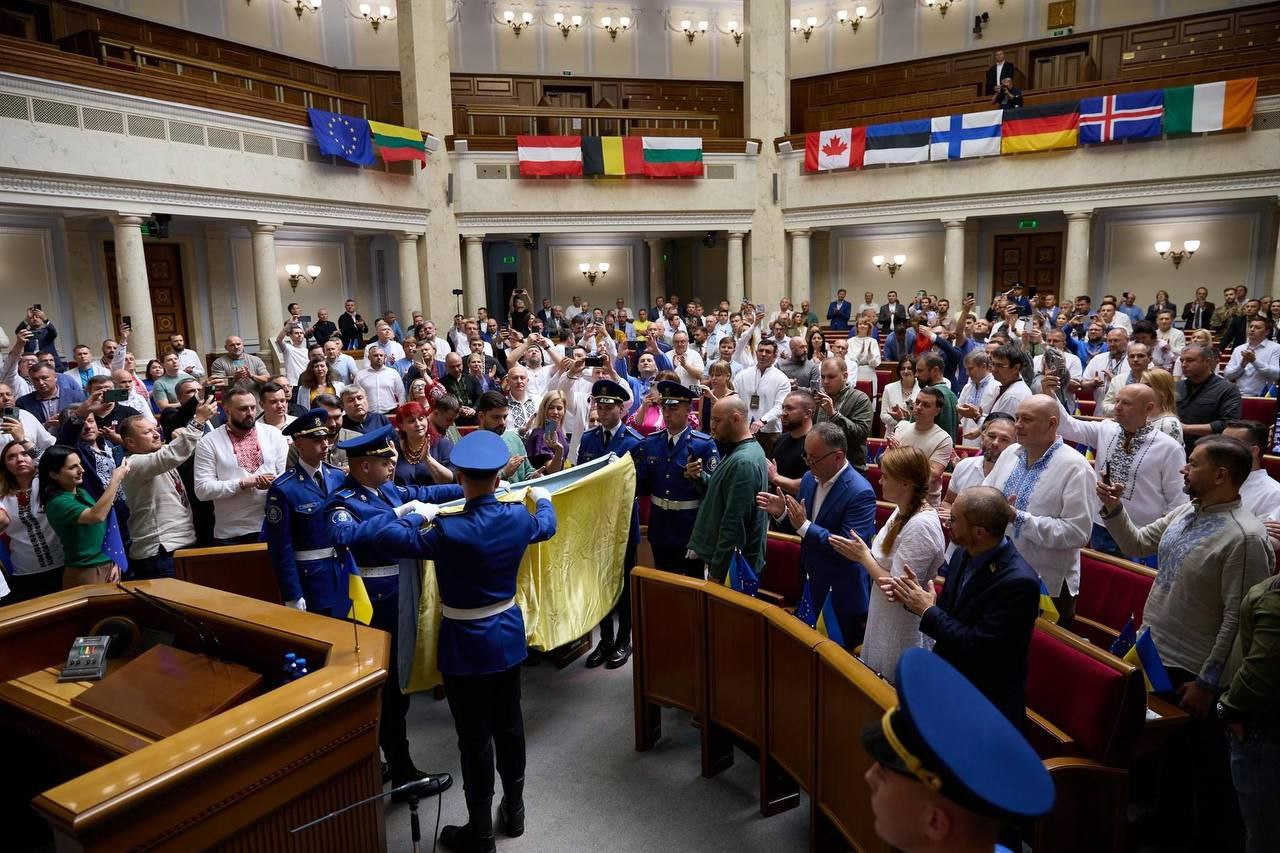

## Зброя
Батальйон почесної варти використовує
- Самозарядний карабін Симонова
- Шашка командирська зразка 1940р.

## Стройова пісня

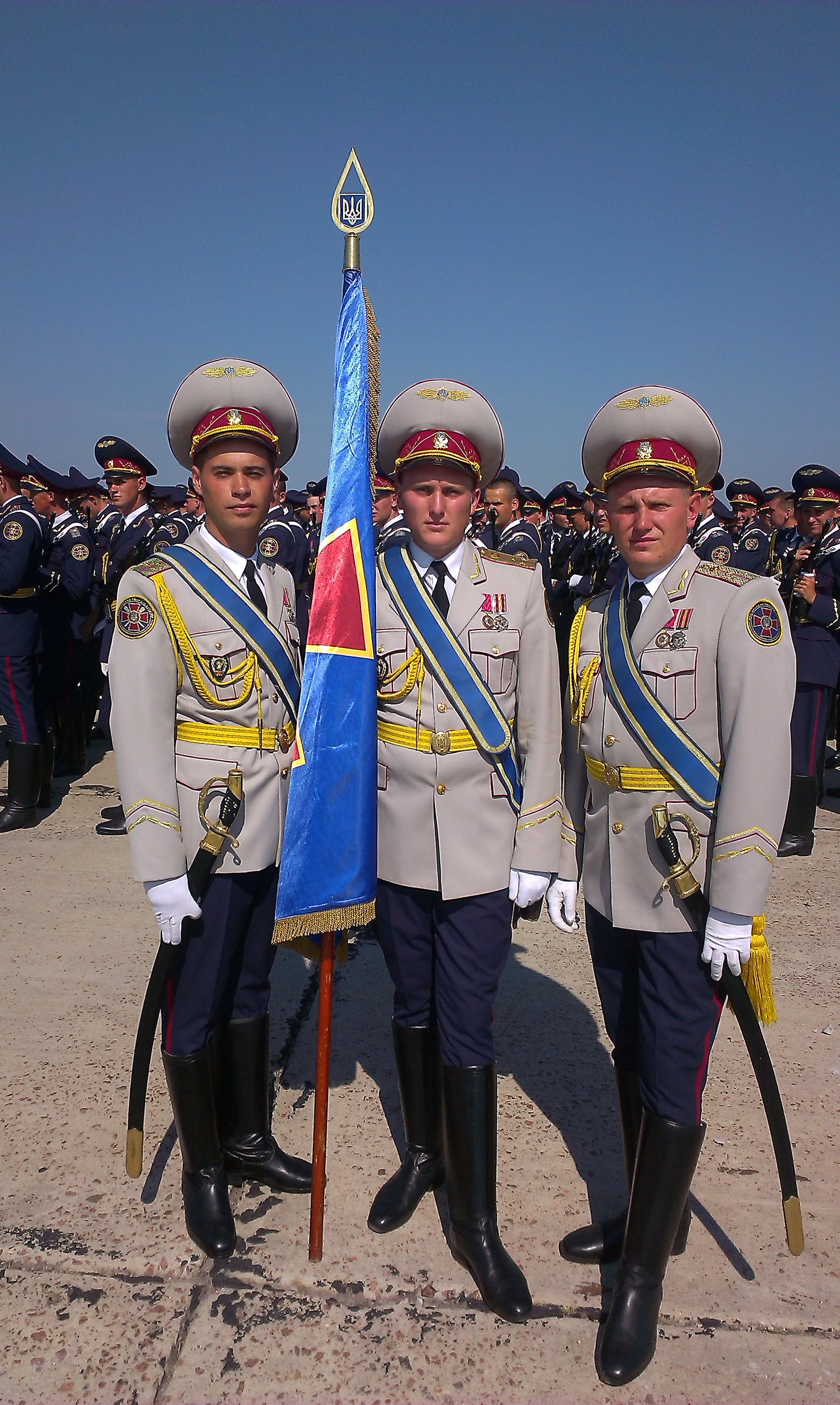

Наш стрій завмер і зброя грає сріблом
Сурма сурмить, багнети мерехтять
І кожен день, неначе по годинах
Але кремезно - воїни стоять
Спец. батальйон – стоїть разом
Почесна варта – почесть і турбота
Ми урочисто труднощі берем
Крутий підйом, спецбатальйон –
Почесна варта
Тут карабін і шашка наша зброя
Прикраса наша золотий погон
Почесний стрій і вишкіл наша доля
А наша гордість нацгвардії шеврон
Спец. батальйон – стоїть разом
Почесна варта – почесть і турбота
Ми урочисто труднощі берем
Крутий підйом, спецбатальйон –
Почесна варта

## Відбір до Почесної варти

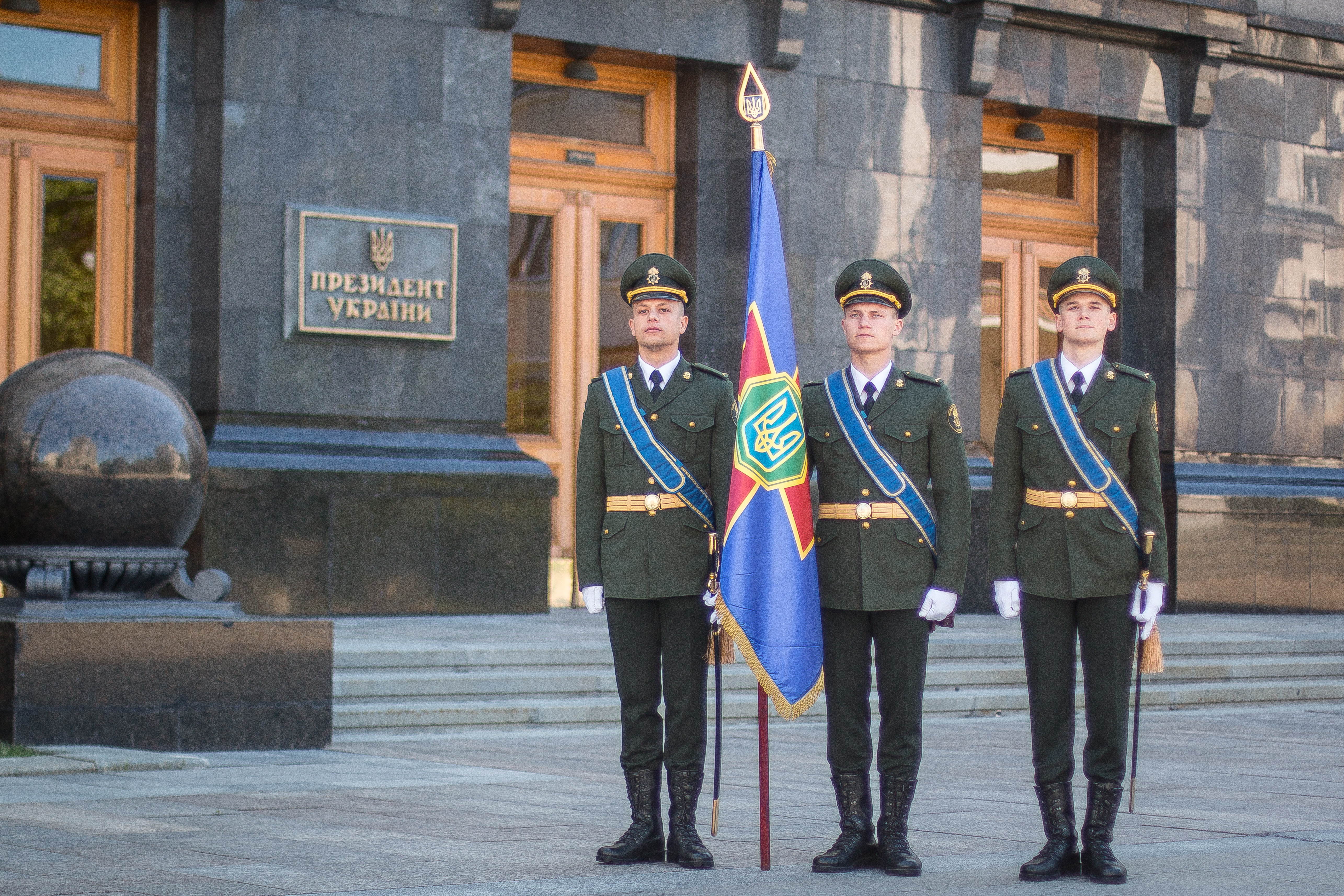
знаменна група

Під час відбору особового складу до спеціального батальйону керуватися наступними вимогами:
- Мати повну середню освіту.
- Бути добре розвинутим фізично.
- Зростом не менше 180см.

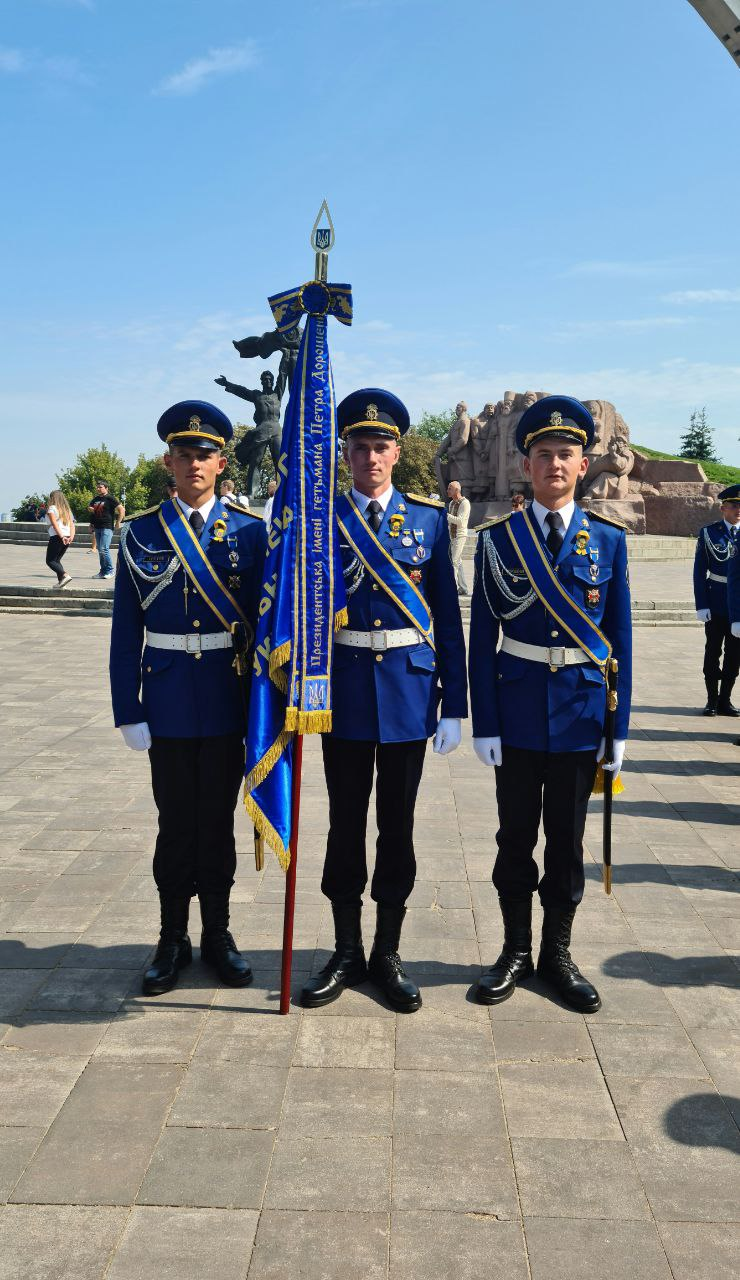

- Придатним за станом здоров'я до служби в підрозділах спеціального призначення.
- Не мати дефектів мови, обличчя, шиї, кистей рук, а також татуювань на відкритих ділянках тіла.

## Структура
Організаційно-штатна структура батальйону складається з:
- управління батальйону

- 1-ша навчально-стройова рота
- 2-га навчально-стройова рота

- автомобільне відділення

## Командування
- полковник Заєць Андрій ( на посаді з 2004 по 2006 р.)
- підполковник Урсул Володимир ( на посаді з 2006 по 2011 р.)
- підполковник Івченко Олександр ( на посаді з 2011 по 2014 р.)
- підполковник Габрик Роман (на посаді з 2014 по 2020 р.)
- підполковник Баранов Дмитро ( на посаді з 2020 по 2023 р.)
- підполковник Дужій Олександр ( на посаді з 2023 - по теперішній час)